# 솔로미야 크루셸니츠카
솔로미야 암브로시이우나 크루셸니츠카(우크라이나어: Соломія Амвросіївна Крушельницька, 1872년 9월 23일 ~ 1952년 11월 16일)는 우크라이나의 오페라 가수이자 소프라노이다. 20세기 전반을 대표하는 소프라노 가운데 한 사람으로 여겨진다.

## 생애
솔로미야 크루셸니츠카는 1872년 9월 23일에 오스트리아-헝가리 제국의 지배를 받고 있던 테르노필 교외에 위치한 비엘라빈체(Bielawińce, 현재의 우크라이나 테르노필주 빌랴빈치(Biliavyntsi)) 마을에서 귀족 출신 우크라이나 그리스 가톨릭교회 사제였던 암브로시 크루셸니츠키(Амвросій Крушельницький, 1841년 ~ 1902년)와 그의 아내인 테오도라 마리야 크루셸니츠카(Теодора Марія Крушельницька, 혼전 성씨 사우친스카(Савчинська), 1844년 ~ 1907년) 부부의 딸로 태어났다. 솔로미야 크루셸니츠카에게는 남매인 안톤, 올레나, 에밀리야, 마리야, 볼로디미르, 한나, 올하가 있었다.
크루셸니츠카는 어린 시절부터 가족들과 함께 여러 지역으로 이사를 갔고 나중에 테르노필 교외에 위치한 빌라(Bila) 마을에 정착하게 된다. 이를 계기로 크루셸니츠카는 어린 시절에 여러 마을 주민들로부터 우크라이나의 여러 민속 음악을 접하게 된다. 크루셸니츠카는 10대 시절에 테르노필에서 중등교육을 받았고 1891년에는 르비우 음악원에 입학하게 된다. 1893년에 우수한 성적으로 르비우 음악원을 졸업한 크루셸니츠카는 음악원을 졸업하기 이전에 르비우 오페라 발레 극장에서 상연된 가에타노 도니체티의 오페라 《라 파보리테》(La favorite)에서 여자 주인공 레오노라(Leonora) 역할을 맡으면서 높은 평가를 받았다. 이를 계기로 크루셸니츠카는 1893년 가을에 이탈리아로 떠났고 밀라노에서 파우스타 크레스피(Fausta Crespi)로부터 성악을 전공하게 된다.
크루셸니츠카는 유럽과 미국의 오페라 극장에서 흥행 보증수표로 여겨졌고 오데사(1896년 ~ 1897년), 바르샤바(1898년 ~ 1902년), 상트페테르부르크(1901년 ~ 1902년), 파리(1902년), 나폴리(1903년 ~ 1904년), 카이로, 알렉산드리아(1904년), 로마(1904년 ~ 1905년)에서 상연된 공연에 출연했다. 특히 1904년에는 이탈리아 브레시아에서 상연된 자코모 푸치니의 오페라 《나비부인》에 출연하면서 높은 평가를 받았다. 《나비부인》의 작곡가인 푸치니는 밀라노에 위치한 스칼라 극장에서 상연된 《나비부인》 공연이 나쁜 평가를 받으면서 위기에 처해 있었는데 크루셸니츠카는 《나비부인》의 구세주 역할을 했다.
크루셸니츠카는 밀라노로 이주하면서 매일 6시간 이상에 걸친 성악 수업, 연기 수업, 새로운 역할과 언어 학습 과정을 받게 된다. 크루셸니츠카는 여가 시간에 박물관, 역사 유적지를 방문했다. 또한 고향의 친구들, 지인들과 연락을 계속하면서 우크라이나의 장래, 우크라이나의 문화와 예술에 관한 의견을 나누었다. 크루셸니츠카는 이탈리아에서 상연된 오페라와 연극 순회 공연에 여러 차례 출연했으며 1주일에 4 ~ 5편에 달하는 오페라에 출연했다. 크루셸니츠카는 이틀마다 새로운 오페라를 접했고 서너 개에 달하는 다른 역할을 전공했다.
크루셸니츠카는 음악사에서 여러 작곡가들의 창작 활동을 적극 후원했으며 그가 출연한 오페라 작품은 63편에 달한다. 1902년에는 프랑스 파리에서 상연된 리하르트 바그너의 오페라 《로엔그린》에 출연하면서 높은 평가를 받았다. 1906년에는 이탈리아 밀라노에서 상연된 리하르트 슈트라우스의 오페라 《살로메》에 출연했다. 특히 《살로메》 공연은 아르투로 토스카니니가 지휘를 맡으면서 높은 평가를 받았다. 크루셸니츠카는 유럽 이외에 이집트, 알제리, 아르헨티나, 브라질, 칠레 등지에서 상연된 공연에 출연했다. 또한 1894년부터 1923년 사이에 갈리치아 지방을 오가면서 콘서트를 개최했다.
크루셸니츠카는 1907년부터 르비우에 거주했으며 1910년에는 비아레조 시장을 역임한 이탈리아의 변호사인 알프레도 체사레 아우구스토 리초니(Alfredo Cesare Augusto Riccioni)와 결혼했다. 크루셸니츠카는 오페라 가수 경력이 절정에 달하던 1920년에 돌연 은퇴했지만 불과 3년 만에 복귀했고 서유럽, 캐나다, 미국을 오가면서 콘서트를 개최했다. 크루셸니츠카는 8개 언어를 구사했기 때문에 콘서트 과정에서 많은 나라의 노래를 부르게 된다.
크루셸니츠카는 1929년에 이탈리아 로마에서 마지막 콘서트를 가졌고 1938년에는 그의 남편이 사망하게 된다. 크루셸니츠카는 1939년 8월에 이탈리아를 떠나 르비우로 귀환했지만 불과 몇 주 만에 일어난 제2차 세계 대전의 폴란드 침공을 계기로 르비우에 진주하게 되었고 크루셸니츠카가 소유한 집이 국유화되었다. 크루셸니츠카는 1941년 7월에 바르바로사 작전을 계기로 르비우를 점령한 독일 군대가 지식인들을 대상으로 일으킨 인종 청소 과정에서 살아남았고 1944년에 소련 군대가 르비우를 탈환하면서 소련 국적을 취득하게 된다.
크루셸니츠카는 르비우 음악원에서 교수로 근무했고 1951년에는 우크라이나 공훈예술가 칭호를 받게 된다. 크루셸니츠카는 1952년 11월 16일에 사망했으며 그의 유해는 자신의 친구였던 이반 프란코의 무덤 맞은편에 위치한 르비우 리카치우 묘지에 안장되었다.

## 유산
르비우 오페라 발레 극장은 그의 이름을 따서 솔로미야 크루셸니츠카 르비우 국립 오페라 발레 극장(우크라이나어: Львівський Національний академічний театр опери та балету імені Соломії Крушельницької)으로 이름을 변경했다.
1963년에는 솔로미야 크루셸니츠카의 생가가 박물관으로 격상되었다. 1966년에는 우크라이나에서 솔로미야 크루셸니츠카를 기념하는 다큐멘터리 영화가 제작되었다. 1983년에는 우크라이나 키예프에 위치한 영화 제작사인 도우첸코 영화 스튜디오가 솔로미야 크루셸니츠카를 소재로 한 영화 《나비의 귀환》을 제작했다. 1991년에는 르비우에서 솔로미야 크루셸니츠카를 기념하는 국제 오페라 성악 경연 대회가 신설되었다.

## 사진

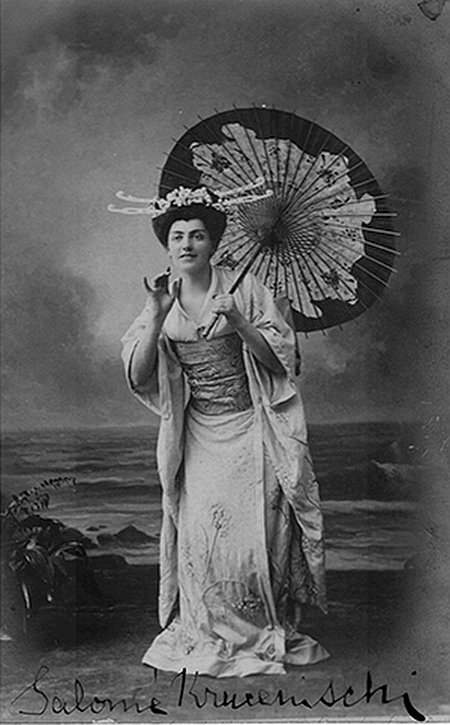
1904년에 상연된 오페라 《나비부인》 공연에 출연한 솔로미야 크루셸니츠카
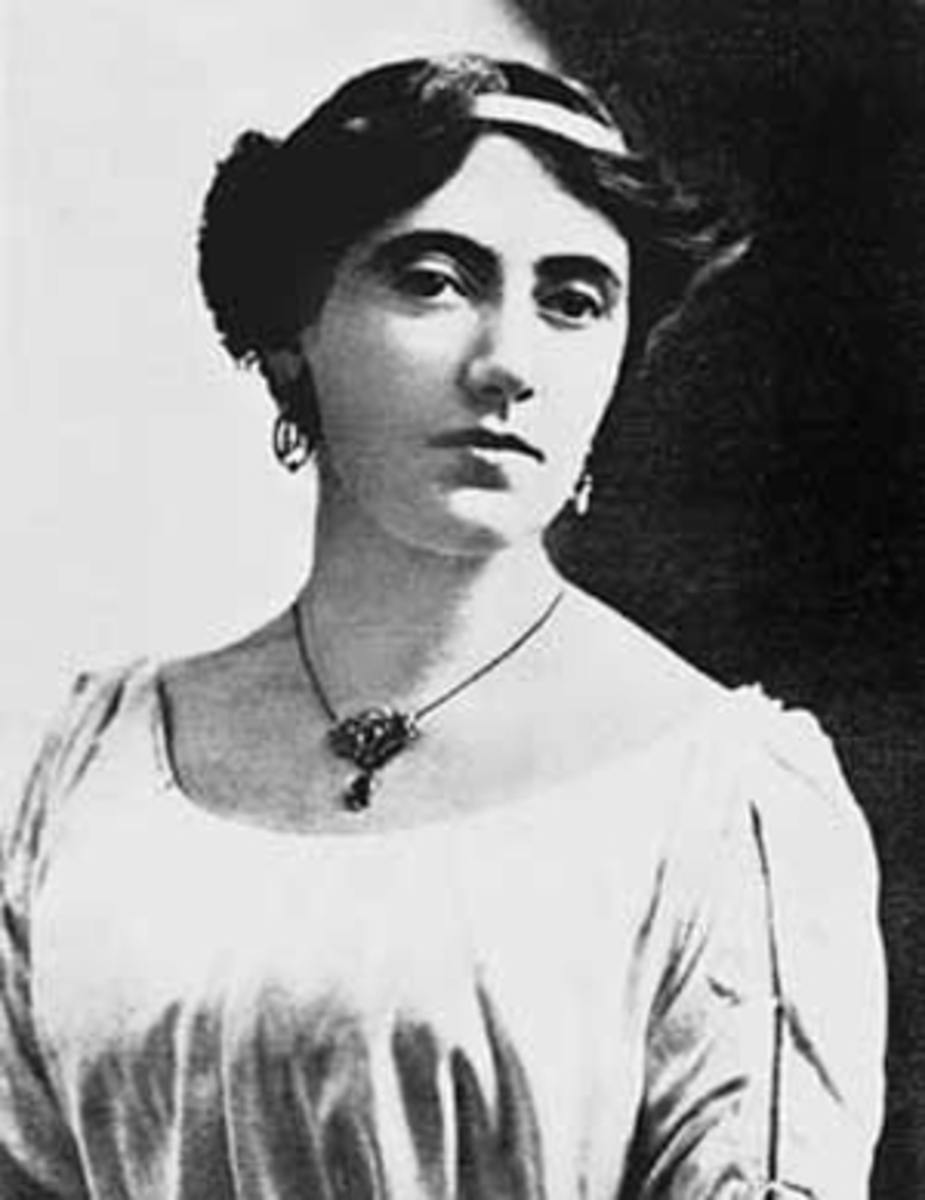
1907년에 상연된 오페라 공연에 출연한 솔로미야 크루셸니츠카
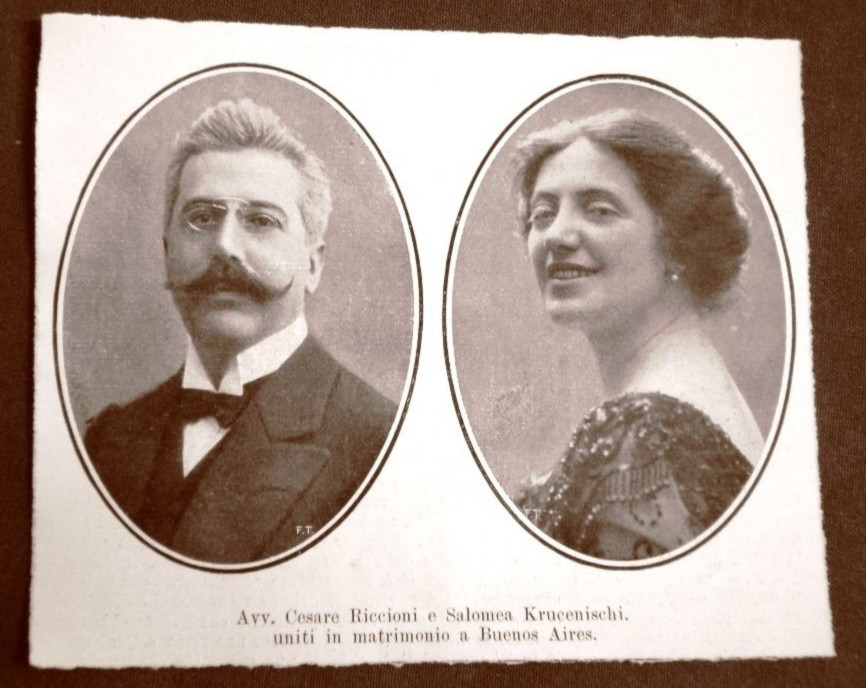
솔로미야 크루셸니츠카와 그의 남편인 체사레 리초니 부부
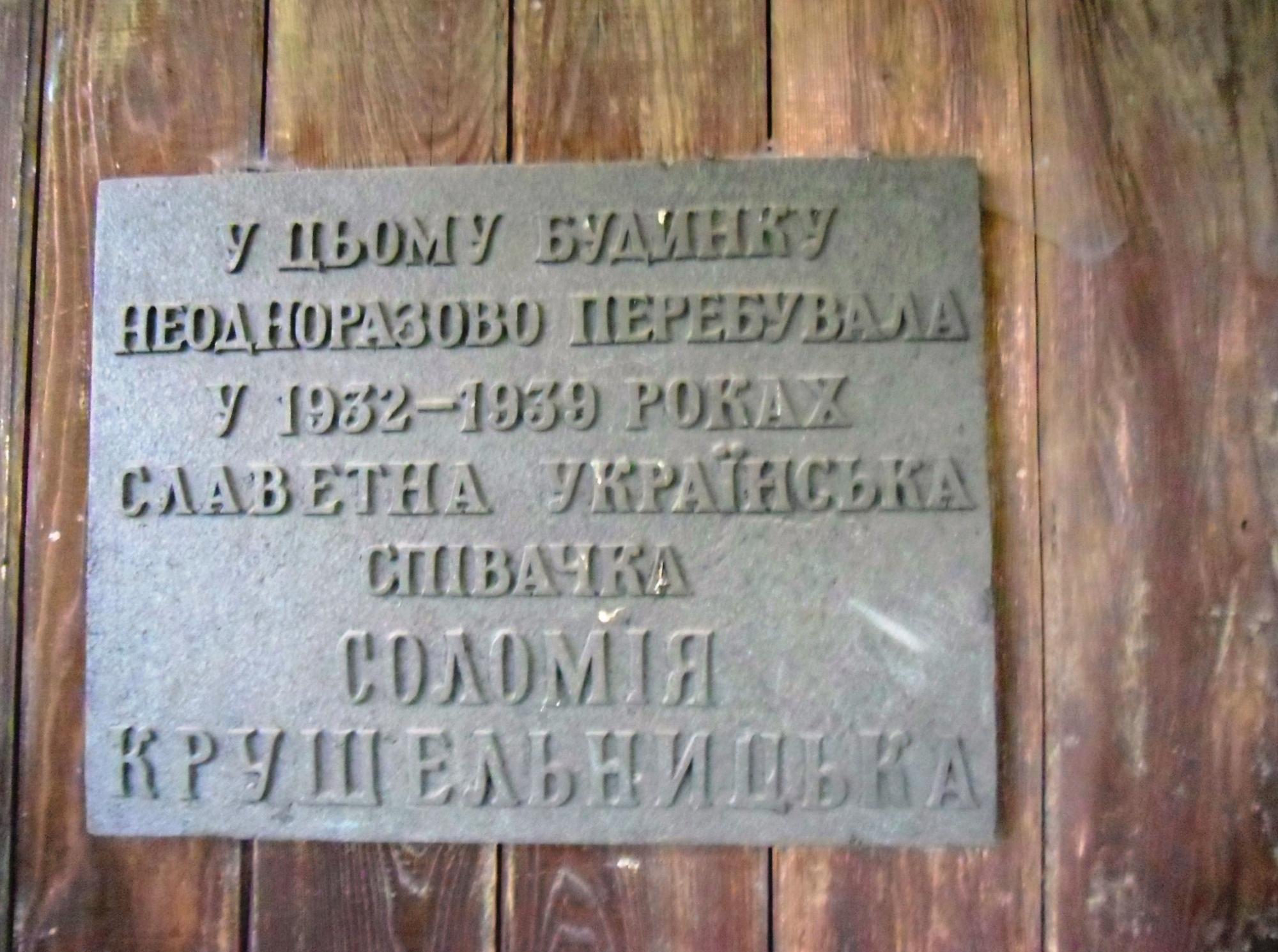
우크라이나 두비나에 설치된 솔로미야 크루셸니츠카 기념 명판
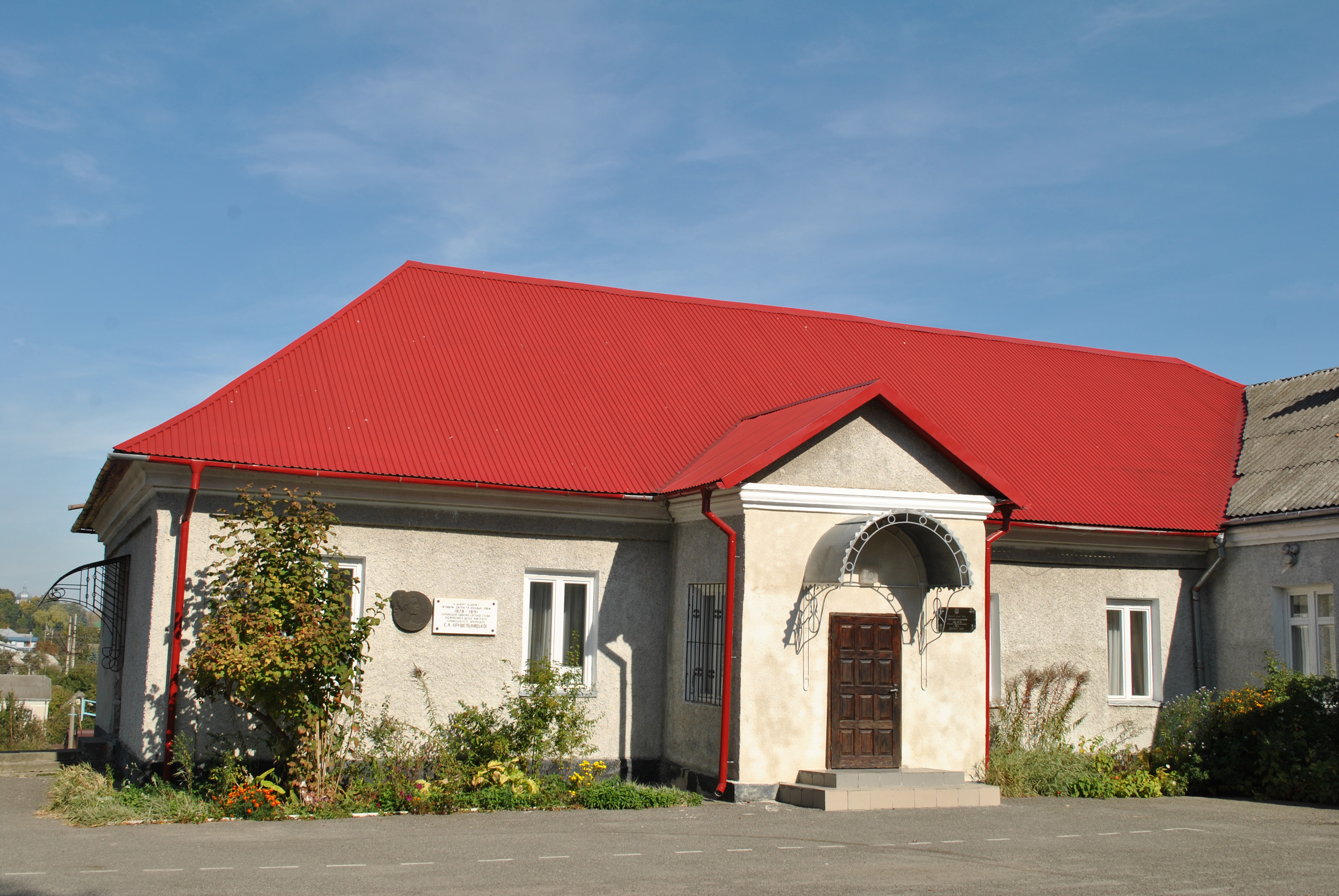
빌라 솔로미야 크루셸니츠카 박물관
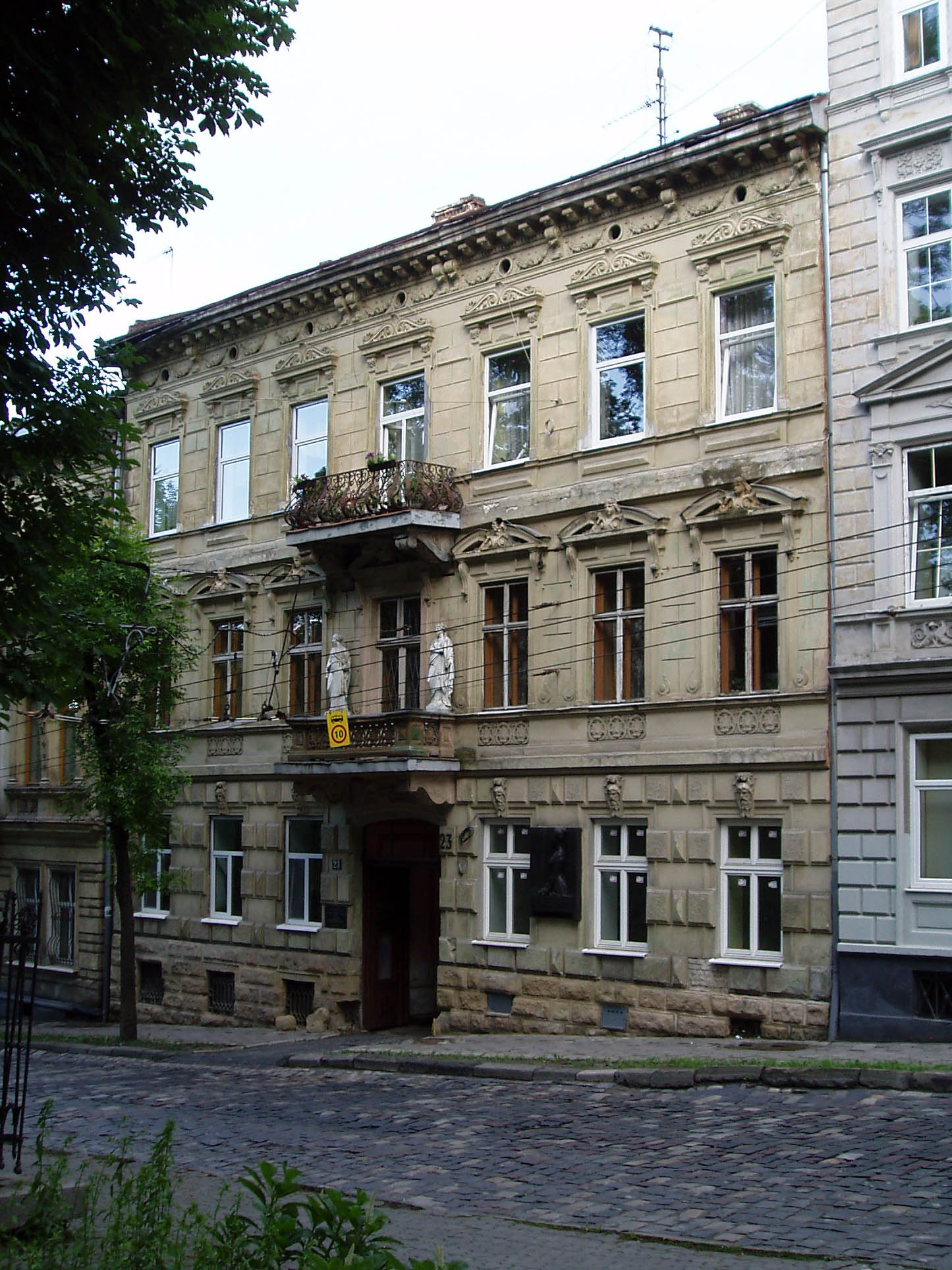
르비우 솔로미야 크루셸니츠카 음악 박물관
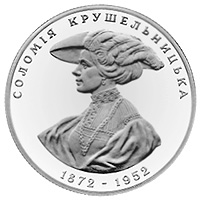
1997년 우크라이나에서 발행된 2 흐리우냐 기념 주화에 그려진 솔로미야 크루셸니츠카의 초상화
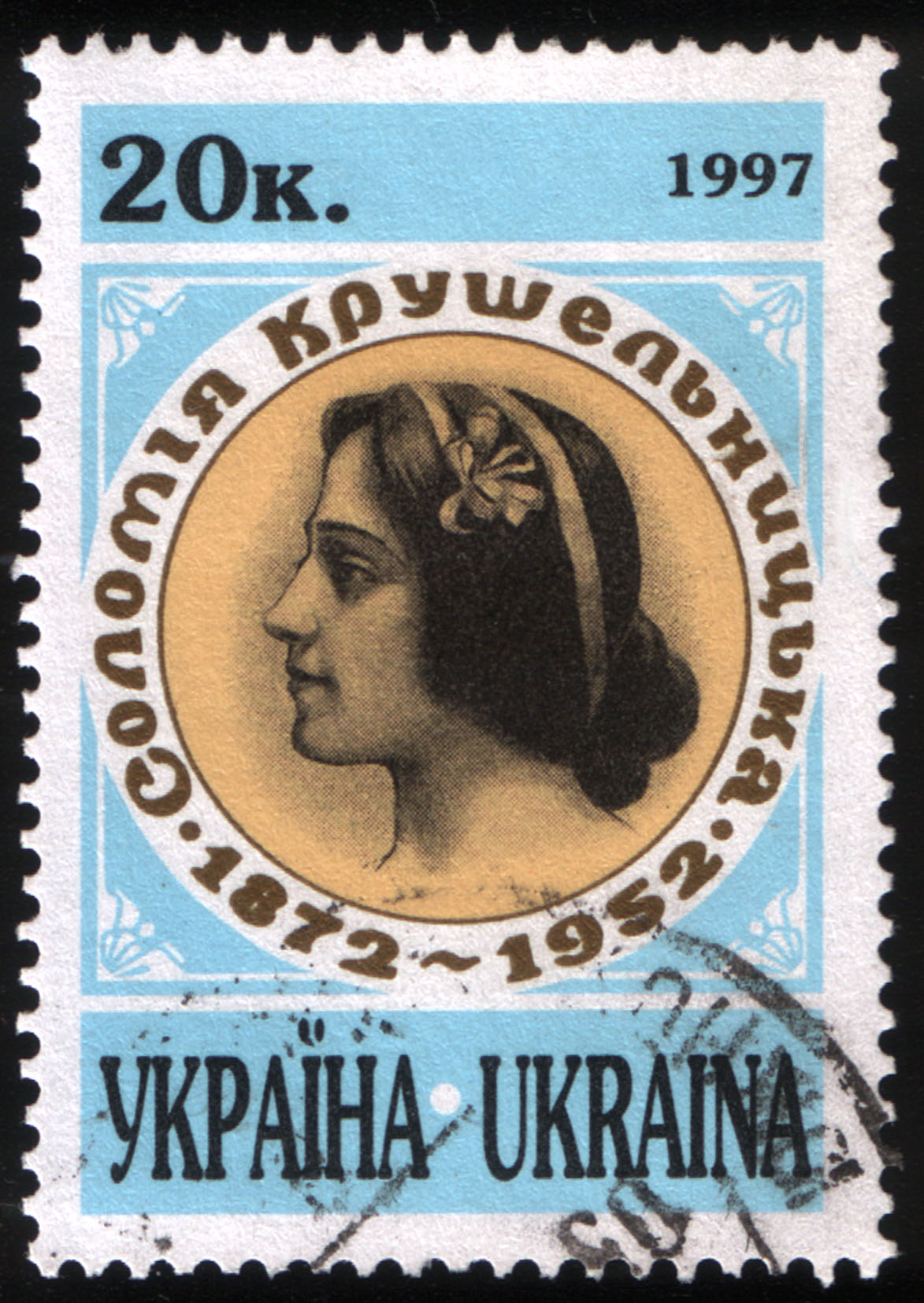
1997년 우크라이나에서 발행된 솔로미야 크루셸니츠카 기념 우표
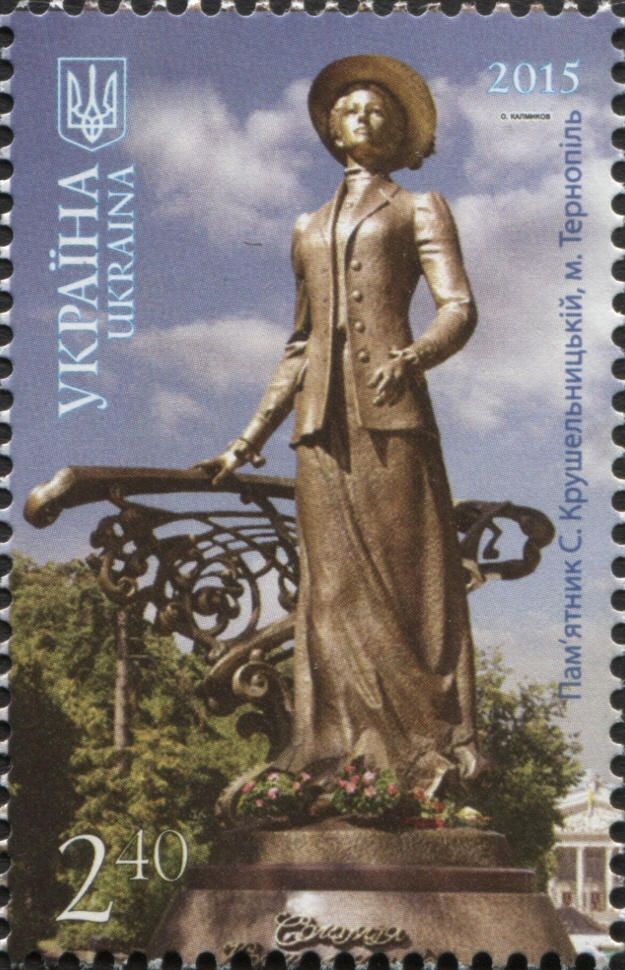
2015년 우크라이나에서 발행된 우표에 그려진 테르노필 솔로미야 크루셸니츠카 조각상